# Henryk Morse
Henryk Morse SJ (ur. 1595 w hrabstwie Norfolk, zm. 1 lutego 1645 w Tyburn) – święty Kościoła katolickiego, angielski męczennik, ofiara prześladowań antykatolickich okresu reformacji.
Pochodził protestanckiej rodziny. Na katolicyzm nawrócił się w czasie studiów prawniczych. Już jako konwertyta udał się do Douai, gdzie podjął studia w Kolegium Angielskim. Po powrocie do ojczyzny, za odmowę złożenia przysięgi na uznanie króla głową Kościoła, więziony był przez cztery lata, a później na mocy dekretu królewskiego skazany został na banicję. W czasie pobytu w Rzymie przybrał nazwisko Kutbert Claxton i w 1624 roku po przyjęciu święceń kapłańskich powtórnie podjął apostolat w Anglii. Aresztowany został osiemnaście miesięcy później w Newcastle, a następnie więziony w Londynie. W Newcastle spotkał, poznanego w Rzymie jezuitę Jana Robinsona i złożył śluby zakonne. Po raz kolejny został wydalony w 1627 roku do Flandrii. Początkowo służył jako kapelan, ale ze względu na stan zdrowia musiał zrezygnować z tej pracy i został asystentem mistrza nowicjuszy. Przebywając w Witten ukończył nowicjat Towarzystwa Jezusowego. Wrócił do duszpasterzowania w kraju w 1633 roku. Po wybuchu epidemii w Londynie w 1636 roku, udał się z pomocą dla potrzebujących i przebywał tam do 1637 roku. W tym czasie współpracował z Janem Southworthem. Ponownie został aresztowany w lutym tego roku i osadzony w więzieniu Newgate. Za sprawą wstawiennictwa królowej Henrietty Marii Burbon 17 czerwca został uwolniony, a trybunał skazał go ponownie na wygnanie. W siedem lat później powrócił do kontynuowania posługi kapłańskiej w Cumberland, a później Durham. Aresztowany jeszcze dwukrotnie przetrzymywany był w londyńskim Newgate. Dwa lata po powrocie do ojczyzny wykonano na Henryku Morsie wyrok śmierci. W publicznej egzekucji powieszenia i poćwiartowania, która stała się okazją do złożenia hołdu skazanemu, wzięli udział ambasadorzy Hiszpanii, Francji i Portugalii.
Henryk Morse jest patronem parafii w Quidenham.
Beatyfikowany 25 grudnia 1929 roku przez papieża Piusa XI, a kanonizowany został w grupie Czterdziestu męczenników Anglii i Walii przez Pawła VI 25 października 1970]roku.
Wspomnienie liturgiczne przypada na dies natalis